# Осада Памплоны (1813)
Во время осады Памплоны (26 июня — 31 октября 1813 года) испанские войска во главе с генерал-капитаном Генри (Энрике Хосе) О’Доннеллом, а затем генерал-майором Карлосом де Эспанья блокировали имперский французский гарнизон под командованием бригадного генерала Луи Пьера Жана Кассана. Сначала город окружили войска под командованием Артура Уэлсли, маркиза Веллингтона, но вскоре их заменили испанские части. В конце июля 1813 года маршал Никола Сульт попытался освободить город, но потерпел поражение в битве при Пиренеях. Кассан капитулировал после того, как французские войска в городе были истощены от голода. Переговоры о капитуляции были омрачены блефом французов, угрожавших взорвать укрепления, и угрозами испанцев уничтожить гарнизон; ни того, ни другого так и не произошло. Памплона расположена на реке Арга в провинции Наварра на севере Испании. Осада произошла во время Пиренейской войны, которая является частью наполеоновских войн.

## Предыстория
Своей решительной победой в битве при Витории 21 июня 1813 года Веллингтон изгнал французов из северной Испании. Во второй половине дня 24 июня побежденная армия Жозефа Бонапарта и маршала Жана-Батиста Журдана устремилась мимо Памплоны. Солдатам не разрешалось входить в крепость из-за боязни разграбить запасы продовольствия для гарнизона. На следующий день перед Памплоной появилась британская кавалерийская бригада Виктора Альтена, а затем пехота англо-португальской лёгкой дивизии. В одном источнике указано, что блокада Памплоны была начата 25 июня. Второй источник указывает дату 26 июня. 26 июня Веллингтон намеревался блокировать Памплону с юга лёгкой и 4-й дивизиями, а с севера 3-й и 7-й дивизиями. Однако командующий британской армией обнаружил, что у него есть шанс отрезать дивизии Бертрана Клозеля, поэтому он послал лёгкую и 4-ю дивизии вслед за французами. Когда прибыли войска Роланда Хилла, 3-й и 7-й дивизиям было приказано следовать за двумя предыдущими.
Какое-то непродолжительное время у Веллингтона была возможность начать всеобщее преследование разбитой армии Жозефа и Журдана, вторгшись в южную Францию. Было несколько причин, почему Веллингтон не попытался это сделать, хотя некоторые из его офицеров ожидали этого. Первостепенная причина заключалась в том, что 4 июня Российская империя и Королевство Пруссия подписали с Наполеоном плейсвицкое перемирие. Если бы Россия и Пруссия заключили постоянный мир с Французской империей, то Веллингтону пришлось бы отказаться от любых возможных территориальных завоеваний во Франции. Однако случилось так, что перемирие закончилось 11 августа, и Австрийская империя присоединилась к союзникам, хотя Веллингтон не знал об этом до 7 сентября. Другие причины заключались в том, что британцы и португальцы не полностью установили свою новую линию снабжения через порт Сантандер, армия испытывала серьёзные трудности, и были политические проблемы с кадисскими кортесами.
Наступление Веллингтона, которое закончилось в Витории, началось в конце мая. Пока его армия готовилась к атаке, четыре французские дивизии под командованием Клозеля находились далеко в Пиренеях, пытаясь выследить Франсиско Мина и его испанских партизан. 12—13 мая Клозель атаковали базу Мина в Ронкале, но лидер партизанского движения ушёл от французов. Между тем, войска Клозеля не могли помочь основной французской армии, противостоящей Веллингтону. Жозеф отправил Клозелю записку с просьбой вернуть 27 мая три взятые взаймы дивизии, но колонна Клозеля появилась в окрестностях Витории только через день после решающей битвы. Запоздало осознав ситуацию, французский генерал сразу начал отступать. 26 июня было получено сообщение о том, что колонна Клозеля находится в пределах досягаемости, что побудило Веллингтона отдать приказ о преследовании.

## Осада

### Июнь—июль
29 июня, после нескольких дней напряженного марша, Веллингтон бросил тщетную погоню за колонной Клозеля и повернул свои четыре дивизии обратно в Памплону. Португальцы и 2-я дивизия под командованием Хилла покинули Памплону 2 июля и направились на север. 7-я и лёгкая дивизии следовали за корпусом Хилла 3 и 4 июля соответственно. Для продолжения блокады под командованием Джорджа Рамсея остались 3-я, 4-я и 6-я дивизии. Так как 11 000 человек О’Доннелла из армии резерва Андалусии недавно вынудили капитулировать форты Панкорбо, 2 июля Веллингтон приказал испанцу привести его войска для блокады Памплоны.

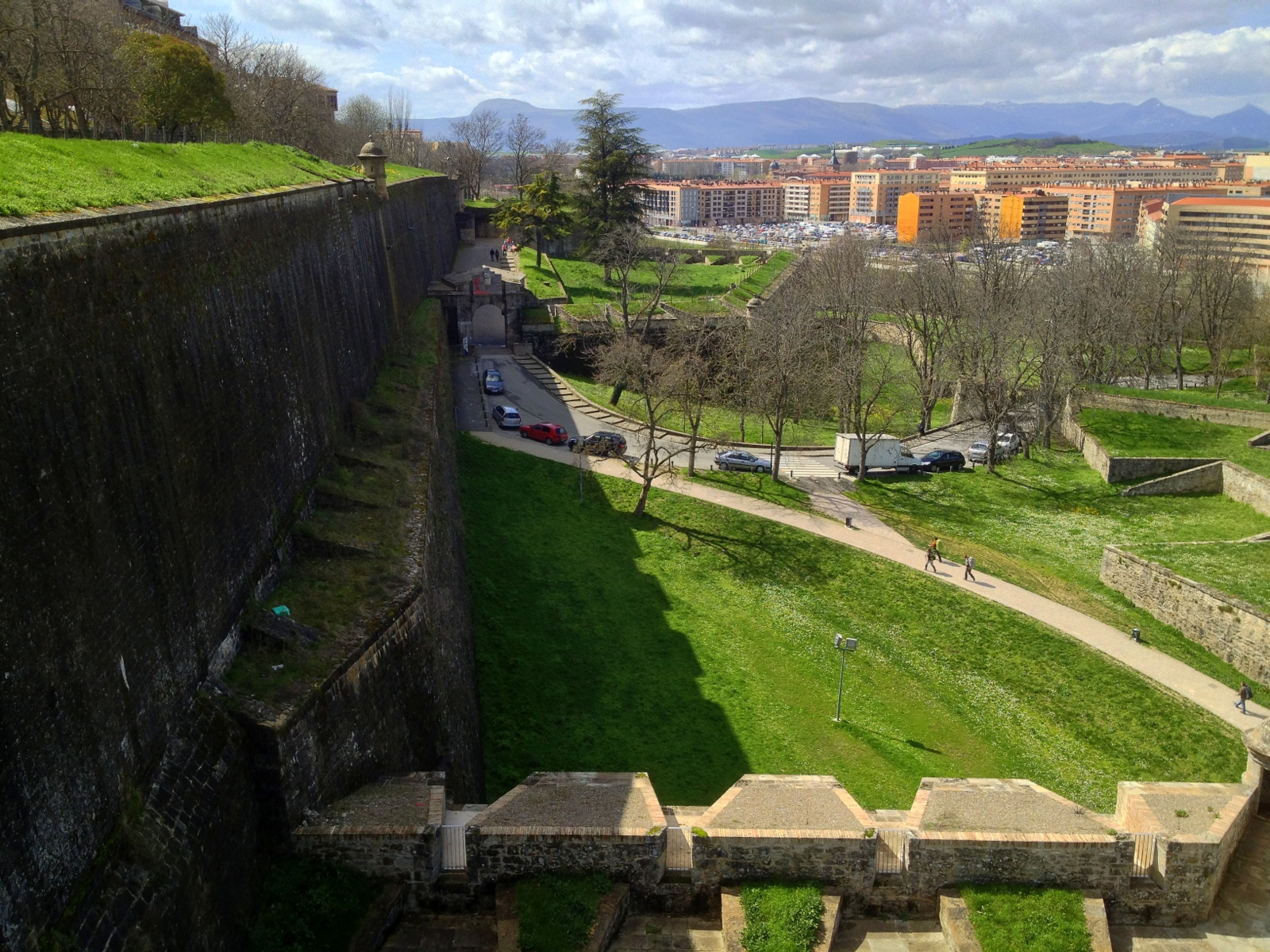
Старые стены Памплоны до сих пор сохранились

Для защиты против Мина Клозель в мае оставил в Памплоне 54 полевых орудия. 15 июня из Франции прибыл конвой с едой для 2500 человек на 77 дней. После разрушения базы Мина 18 июня Клозель вернулся в Памплону, оставив Кассана и гарнизон, в который входили 1-й и 2-й батальоны 52-го пехотного полка, 4-й батальон 117-й линейного пехотного полка и 800 человек из 3-го легиона жандармерии. Когда их разбитая армия прошла через Памплону, Жозеф и Журдан отправили в крепость своих непригодных к бою и больных солдат, а также 40 человек из 71-го пехотного британского полка, захваченных в Витории. К ним вскоре присоединились несколько сотен отставших, которых Кассан организовал в «независимый батальон». В начале осады он командовал гарнизоном из 3800 солдат и 80 тяжелых орудий, установленных на стенах.

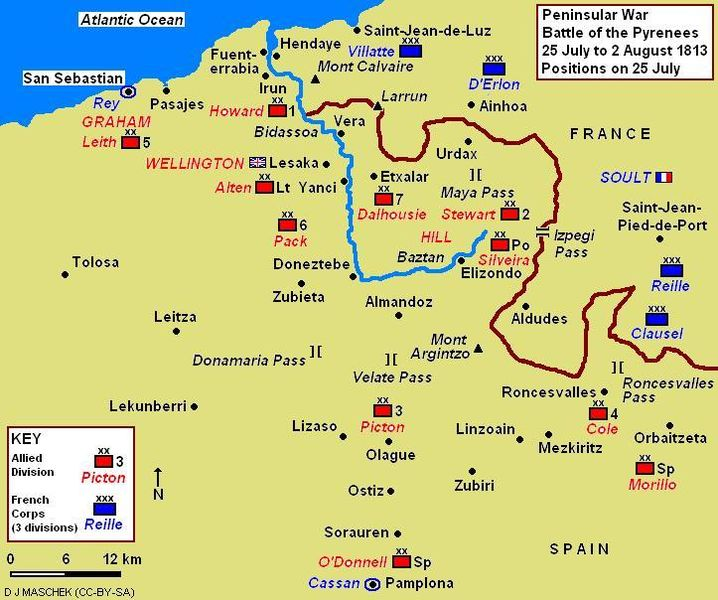
Положение в Пиренеях на 25 июля 1813 года с Памплоной в нижнем центре

В то время как англо-португальские дивизии блокировали город, военные инженеры построили девять редутов на расстоянии от 1,1—1,4 км от крепости, каждый из которых был вооружен 200—300 солдатами и полевыми пушками, захваченными в Витории. Войска О’Доннелла прибыли в Памплону 12 июля, освободив три англо-португальских дивизии Далхаузи для боевых действий. 14 183 солдата О’Доннела были организованы в две пехотные дивизии под командованием генералов Креа и Эчеварри и кавалерийскую бригаду во главе с генералом Барсеной. У Креа было 6454 человек в семи батальонах, Эчеварри командовал 6617 солдатами в семи батальонах, Барсена возглавлял 828 солдат в двух полках, а также 284 артиллеристов.
Крепость Памплоны, окруженная стенами, располагалась на южном берегу реки Арга. Мощная цитадель находилась на южной стороне крепости. Два отдаленных форта были заброшены и разрушены Кассаном, потому что они требовали слишком больших гарнизонов. Веллингтон настоял, чтобы не производился обстрел крепости, и отказался отправить О’Доннеллу какую-либо артиллерию, кроме уже имеющихся у него 12 пушек. Все орудия были задействованы союзниками для осады Сан-Себастьяна. Испанская блокада производилась путём создания внутреннего кордона пикетов вокруг города. Внешний кордон включал укреплённые деревни и девять редутов, построенных инженерами, каждый из которых был вооружён двумя пушками. Блокада была настолько эффективной, что между гарнизоном и маршалом Сультом не прошло ни одного сообщения.
26 июля гарнизон Кассана услышал далёкие звуки битвы на северо-востоке в направлении Ронсевальского ущелья. Шум исходил от перестрелки между корпусом Клозеля и 4-й дивизией Лоури Коула в Лисоайне. На следующий день 3-я дивизия Томаса Пиктона и испанская дивизия Пабло Морильо начали занимать позиции возле города, что указывало на то, что французские войска могут быть поблизости. Испанская дивизия О’Доннелла на южной стороне Памплоны ушла, чтобы присоединиться к другим союзникам во второй половине дня. На очень короткое время у Кассана появилась возможность вывести гарнизон и бежать на восток. Тем не менее, он хотел контролировать город, когда подойдёт на помощь армия Сульта, так что шанс был упущен.
27 июня Кассан совершил вылазку в сторону Вильявы на северной стороне крепости, но не смог оттеснить союзников. Той ночью на расстоянии 8 км были видны костры французской дивизии Максимильена Себастьена Фуа. 28 июля началась битва при Сорорене, но французские войска не появились, и войска Фуа были заблокированы силами Пиктона. В тот же день прибыло испанское подразделение Карлоса де Эспанья, чтобы закрыть пробел в блокаде на южной стороне Памплоны. На следующий день было тихо, но 30 июля послышались звуки очередной битвы. С приближением дня звуки отступили на северо-запад, и стало ясно, что армия Сульта отступает.

### Август—октябрь

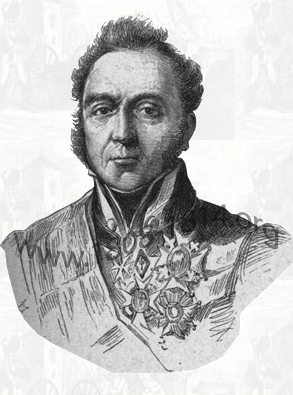
Карлос де Эспанья

Несмотря на большое разочарование после неудавшегося освобождения города, Кассан сумел удерживать своих солдат ещё три месяца. Испанцы направили эмиссаров в гарнизон объявить о победе союзников в битве при Сан-Марсиале 31 августа и битве при Бидасоа 7 октября, чтобы убедить французов в безнадёжности их положения. Тем не менее, Кассан был полон решимости держаться, пока не кончится продовольствие. Недалеко от стен Памплоны располагалась сельская местность с плодородными землями, с множеством садов и пшеничных полей. С июля по сентябрь земли возле города были в центре внимания групп фуражиров, присланных Кассаном для добычи еды. Как правило, французский командующий совершал внезапную вылазку силами 500 солдат, которая прорывалась через внутренний кордон пикетов. Войска собирали пшеницу или выкапывали картошку, пока не появлялись превосходящие силы испанцев. Тогда французы уходили в Памплону с собранной пищей.
9 сентября де Эспанья был ранен в бедро в перестрелке с французской группой фуражиров. После того, как урожай был собран, Кассан начал вылазки за дровами и кормом для лошадей. В конце сентября французский командующий урезал своему гарнизону пайки наполовину. Кассан пытался выслать гражданское население из Памплоны, но де Эспанья приказал обстрелять их, и они бежали обратно в город. Французы в конце концов убили и съели всех лошадей конных жандармов. В отчаянии голодные солдаты убивали собак, кошек и крыс, а затем выкапывали корни, некоторые из которых оказались ядовитым болиголовом. В октябре в больнице находилось 1000 человек, многие из которых болели цингой. В это время из города потянулся поток дезертиров. В основном это были немцы, итальянцы, бельгийцы и испанцы, которые присоединились к профранцузским силам. 24 октября Кассан послал офицера, чтобы договориться о капитуляции.
Кассан предложил де Эспанье разрешить ему и его гарнизону выйти с шестью пушками и обмундированием и присоединиться к Сульту. В ответ де Эспанья настаивал на безоговорочной капитуляции. Затем Кассан пригрозил взорвать укрепления Памплоны и пробиться к французской границе. Позже он признался в своем докладе французскому правительству, что это был чистый блеф, поскольку его голодные солдаты едва ли могли пройти пять километров. Де Эспанья ответил, что между Памплоной и границей находится 25 000 солдат союзников. Испанский генерал пообещал, что если французы взорвут крепость, он прикажет своим людям не брать пленных, и что крестьяне, вероятно, убьют любого, кто сбежал. Веллингтон написал письмо в Испанию, чтобы французские офицеры были расстреляны, а простые солдаты децимированы, если они повредят город.
Затем Кассан предложил обменять своих солдат на обещание не сражаться с союзниками в течение года и одного дня. Де Эспанья отказался, мотивировав это тем, что Франция печально известна тем, что не выполняет свои обещания. Наконец, Кассану пришлось принять условия, согласно которым его солдатам позволили выйти с воинскими почестями, но потом они сложили оружие в трёхстах метрах от ворот и отправились в лагеря для заключенных в Англии. Больные солдаты также считались заключенными, хотя их разрешалось обменять. Французские гражданские служащие могли быть обменены на испанских граждан, находящихся во Франции, а французские женщины, дети и мужчины старше 60 лет могли выйти на свободу. Однако испанские и британские дезертиры, а также профранцузские подданные (мужчины и женщины) должны были быть переданы осаждавшим. Некоторые из них были казнены испанцами. Предположительно, несколько испанцев избежали наказания, надев французскую форму или притворившись французскими женщинами.

## Итог
Историк Дигби Смит оценил французские потери в 500 убитых, 800 раненых и 2150 захваченных, а 10 000 испанских осаждающих понесли потери в 2000 человек. Чарльз Оман заявил, что в конце сентября дивизия де Эспанья насчитывала 3200 человек, а оставшаяся дивизия О’Доннелла насчитывала 5000 солдат, плюс 700 кавалеристов и 300 артиллеристов. Итого округлённо было около 9500 человек. В это время дивизия О’Доннелла была заменена войском в 5000 человек во главе с принцем Англона. Оман отметил, что к счастью переговоры завершились мирной сдачей, потому что поведение де Эспанья во время первой карлистской войны показало, что он был достаточно жесток, чтобы прибегнуть к бойне.
Веллингтон полагал, что испанские осаждающие сквозь пальцы смотрели на попытки французов добывать пищу. Британский командир считал, что если бы пшеничные поля были сожжены, а сады уничтожены, то Памплона сдалась бы на три недели раньше. Фактически, способность Кассана продержаться до осени заставила Веллингтона держать корпус Хилла в Ронсевальском ущелье, где им пришлось терпеть постоянный дождь и снег, из-за чего многие солдаты оказались в больнице. Что ещё более важно, Веллингтон отказывался от наступления на Францию до тех пор, пока Памплона не пала. Тем самым Кассан оказал хорошую услугу своему императору.